# Endopsammia philippensis
Espèce
Statut CITES
Endopsammia philippensis est une espèce de coraux appartenant à la famille des Dendrophylliidae.